# Тил
Тил (фр. Tulle) град је у Француској у региону Лимузен, у департману Корез.
По подацима из 2011. године број становника у месту је био 14666.

## Демографија
| 1962.  | 1968.  | 1975.  | 1982.  | 1990.  | 2011.  |
| ------ | ------ | ------ | ------ | ------ | ------ |
| 19 084 | 20 016 | 20 100 | 18 880 | 17 164 | 14.666 |

## Партнерски градови
- Шорндорф
- Errenteria
- Lousada
- Смоленск
- Дуевиле
- Бери